# 四川师大站
四川师大站位于成都市锦江区菱安路，是成都地铁7号线的地下岛式站台车站，于2017年12月6日启用。因靠近四川师范大学而得名，本站在建设期间曾使用工程名“川师站”，施工方为中铁九局集团有限公司。

## 车站结构
四川师大站为地下四层三跨13米岛式站台车站，共设4个通道、6个出入口（其中1个预留）、1个车站安全出口、1个物业安全出口。有效站台长为140米，车标标准段外包宽度为22.3米，外包总长为157米，主体结构建筑面积14840平方米。

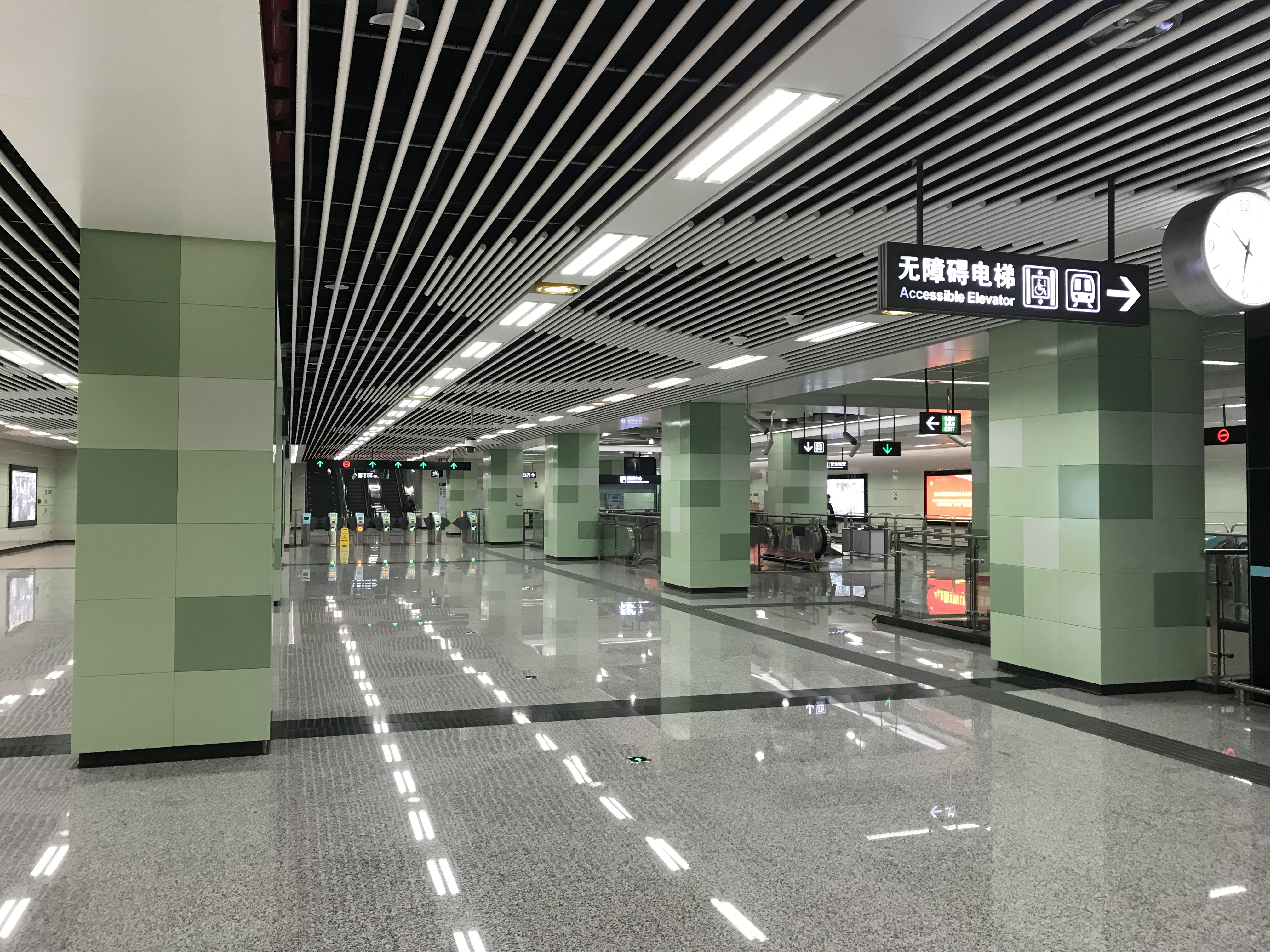
站厅层
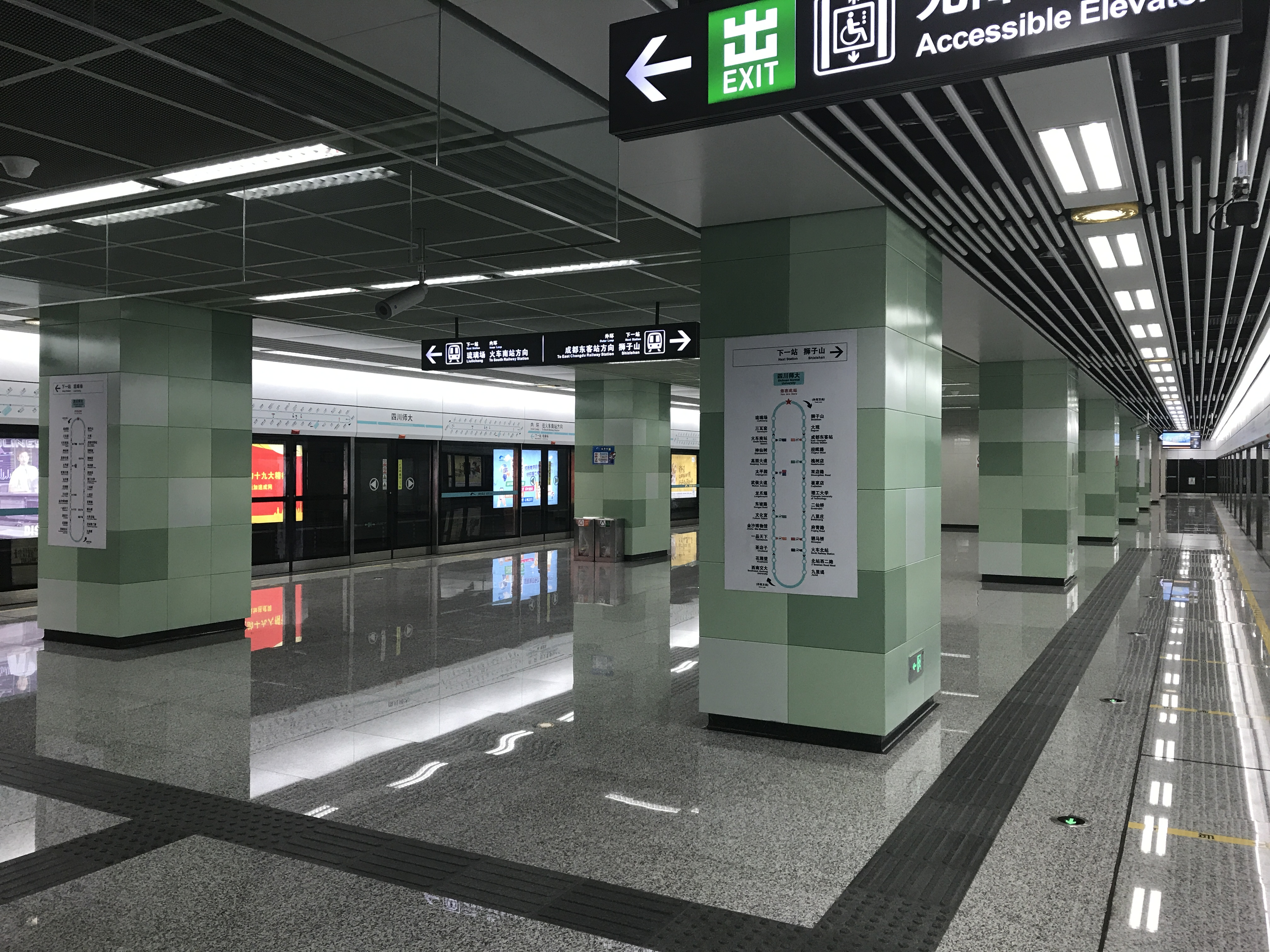
7号线站台层

| 地面              | 0         | 出入口                                                                                        |
| 地下一层          | 站厅      | 自助购票、客服中心                                                                            |
| 地下三层          | 7号线站台 | \| \| \| 7号线内环（琉璃场） \| \| 島式 · 開左邊车门 \| \| \| \| \| \| 7号线外环（狮子山） \| |
|                   |           | 7号线内环（琉璃场）                                                                           |
| 島式 · 開左邊车门 |           |                                                                                               |
|                   |           | 7号线外环（狮子山）                                                                           |

- 站厅层
- 7号线站台层

## 出入口
本站目前开放4个出入口，原先设置的C2和D1出口因13号线施工封闭。
| 编号         | 设施       | 指示   | 照片 |
| ------------ | ---------- | ------ | ---- |
|              |            | 菱安路 |      |
| 出口 · B     |            | 菱安路 |      |
| 出口 · C · 1 |            | 静安路 |      |
| 出口 · D · 3 | 无障碍电梯 | 菱安路 |      |

## 公交换乘
51路；56路；56A路；138路；186路；332路；336路；343路；1014路；1042路；

## 历史
- 2013年9月24日，车站开工建设[5]；
- 2015年4月2日，土石方开挖施工全部完工[6]；
- 2015年7月20日，主体结构封顶；
- 2017年12月6日，车站正式启用[1]。